# Sinagoga de Kutaisi
La sinagoga de Kutaisi (en georgiano: ქუთაისის სინაგოგა) es una de las tres sinagogas de Kutaisi en Imericia, Georgia.El templo es el segundo más grande del país, después de la sinagoga mayor de Tiflis. 

## Historia
La sinagoga fue construida en 1885. Los otras sinagogas se encuentran en la calle Gaponov 8 y Gaponov 10.

## Arquitectura
Sus fachadas de piedra están decoradas con una decoración sencilla y elegante. La fachada de salida a la calle Gaponovi es la más decorada. La fachada que da al patio tiene un portal con columnas en el centro. La fachada está dividida por vanos arqueados que se insertan en zonas rectangulares.
El interior del edificio está completamente pintado.

## Galería

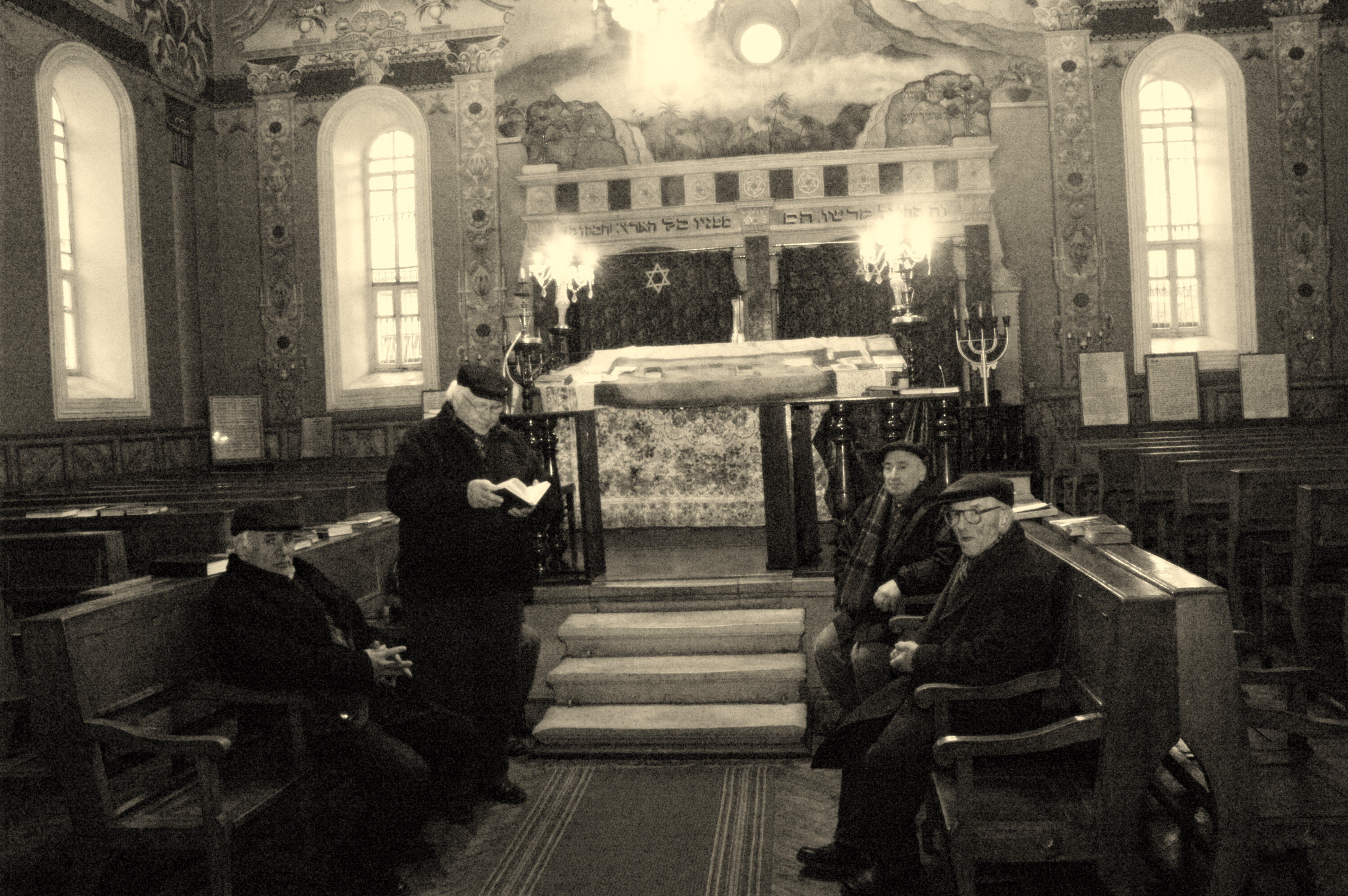
Rezo en la sinagoga de Kutaisi
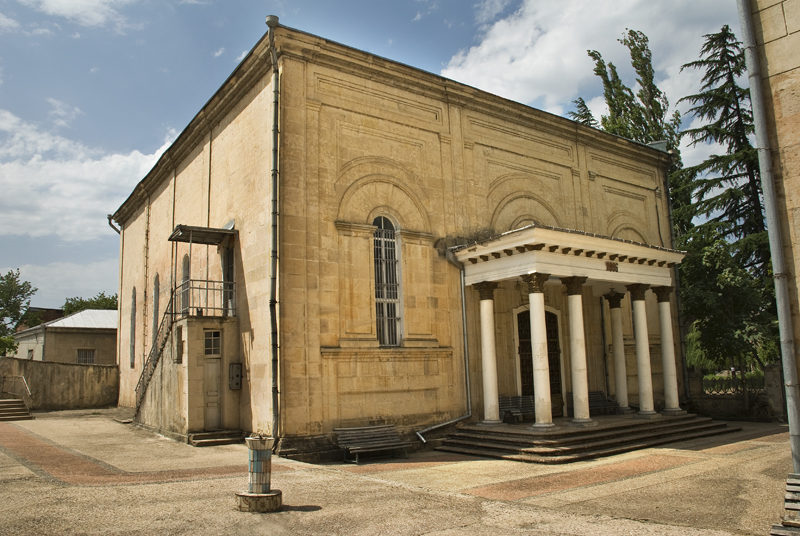
Entrada a la sinagoga
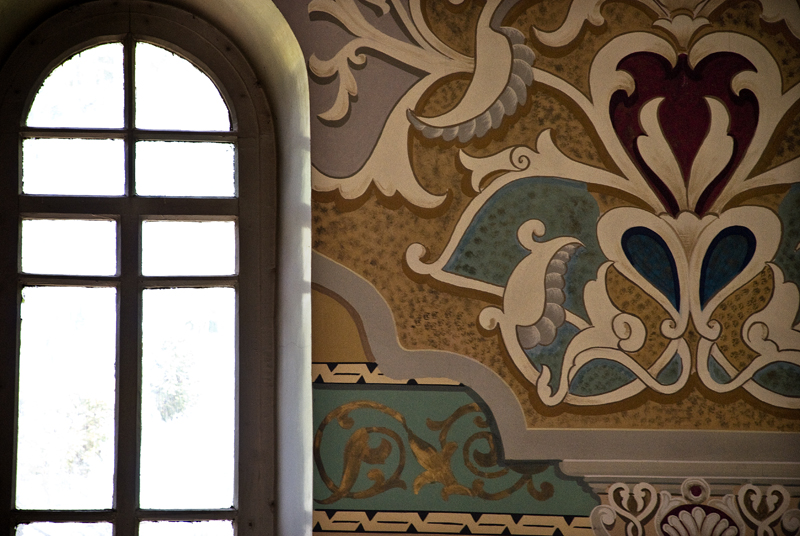
Decoración interna